# Aimo Aaltonen

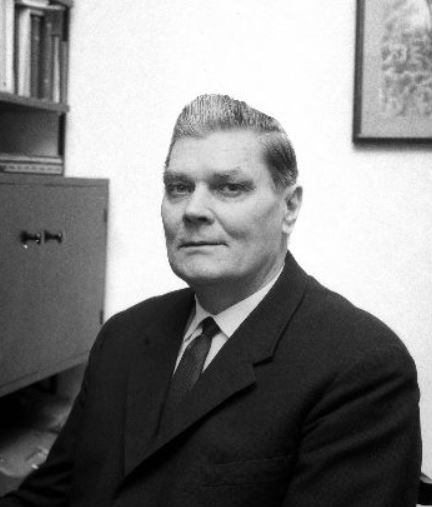
Aimo Aaltonen (1966)

Aimo Anshelm Aaltonen (* 10. Dezember 1906 in Parainen; † 21. September 1987 in Helsinki) war ein finnischer Politiker. 1944/45 und von 1948 bis 1966 war er Vorsitzender der Kommunistischen Partei Finnlands (SKP).

## Leben
Aaltonen wurde in Parainen (schwedisch Pargas), einem Ort im südwestfinnischen Schärengebiet, geboren. Seine Eltern waren Vilhelmina Herttolin und der Zimmermann Johan Anshelm Aaltonen. Aimo Aaltonen erlernte wie sein Vater ebenfalls zunächst den Beruf des Zimmermanns. In den 1920er Jahren war er auch als Maurer, Fabrik- und Landarbeiter beschäftigt. 1927 trat er der verbotenen Kommunistischen Partei Finnlands (SKP) bei. 1930 bis 1933 besuchte er die Schule der Nationalen Minderheiten in Leningrad, danach bis 1934 die Leninschule in Moskau. Nach seiner Rückkehr nach Finnland wurde er verhaftet und erst mit dem Ende des Fortsetzungskrieges, das auch die Legalisierung der SKP zur Folge hatte, freigelassen. 1945 wurde er erstmals zum Parteivorsitzenden der SKP gewählt. Außerdem war er ab April 1945 für die Demokratische Union des Finnischen Volkes (SKDL), einer von der SKP aufgestellten Wahlorganisation, Mitglied des finnischen Reichstags. Sein Mandat dort behielt er bis 1962. Als Aaltonen 1945 stellvertretender Kommandeur der Geheimpolizei Valpo wurde, gab er den SKP-Parteivorsitz ab. 1947 trat er von seinem Posten bei der Valpo zurück und wurde Aufsichtsabteilungsleiter im Innenministerium, wobei er diesen Posten 1948 wieder abgab, nach dem der kommunistische Einfluss in der Regierung und im Innenministerium eingedämmt wurde. Er wirkte nun als Chefredakteur der Zeitung Kommunisti und war seit 1948 auch wieder SKP-Vorsitzender. 1950, 1956 und 1962 war Aaltonen Wahlmann bei den Präsidentschaftswahlen. Die Wahl 1956 gewann Urho Kekkonen vom Landbund auch mithilfe der SKDL-Wahlmänner mit einem knappen Vorsprung. Kekkonen setzte sich dabei im dritten Wahlgang gegen den Sozialdemokraten Karl-August Fagerholm durch, der auch in den Augen Aaltonens im Vergleich zu Kekkonen die schlimmere Wahl gewesen wäre, da Kekkonen zu den Befürwortern einer Einbindung der Kommunisten in die Regierungsverantwortung gehörte. 1966 wurde Aarne Saarinen, den Aaltonen abschätzig als Kompromisspolitiker bezeichnete, zu seinem Nachfolger als Vorsitzender der SKP gewählt.
Ideologisch vertrat er eine strenge Auslegung der Lehren Lenins und Marx’. Aufgrund seiner zwischenmenschlichen Fähigkeiten genoss er innerhalb der SKP ein hohes Ansehen.
1946 heiratete er Vieno Tuulikki Ristell. 1987 starb er im Alter von 80 Jahren. Seine Urne wurde in der Kapelle auf dem Friedhof Malmi in Helsinki beigesetzt.
| Personendaten    | Personendaten                                                 |
| ---------------- | ------------------------------------------------------------- |
| NAME             | Aaltonen, Aimo                                                |
| ALTERNATIVNAMEN  | Aaltonen, Aimo Anshelm (vollständiger Name)                   |
| KURZBESCHREIBUNG | finnischer kommunistischer Politiker, Mitglied des Reichstags |
| GEBURTSDATUM     | 10. Dezember 1906                                             |
| GEBURTSORT       | Parainen, Großfürstentum Finnland                             |
| STERBEDATUM      | 21. September 1987                                            |
| STERBEORT        | Helsinki, Finnland                                            |